# Limpiville
Limpiville és un municipi francès situat al departament del Sena Marítim i a la regió de Normandia. L'any 2007 tenia 349 habitants.

## Demografia

### Població
El 2007 la població de fet de Limpiville era de 349 persones. Hi havia 128 famílies de les quals 24 eren unipersonals (12 homes vivint sols i 12 dones vivint soles), 40 parelles sense fills, 60 parelles amb fills i 4 famílies monoparentals amb fills.
La població ha evolucionat segons el següent gràfic:
Habitants censats

### Habitatges
El 2007 hi havia 151 habitatges, 131 eren l'habitatge principal de la família, 15 eren segones residències i 5 estaven desocupats. 150 eren cases i 1 era un apartament. Dels 131 habitatges principals, 113 estaven ocupats pels seus propietaris, 17 estaven llogats i ocupats pels llogaters i 1 estava cedit a títol gratuït; 1 tenia una cambra, 1 en tenia dues, 22 en tenien tres, 36 en tenien quatre i 71 en tenien cinc o més. 113 habitatges disposaven pel capbaix d'una plaça de pàrquing. A 56 habitatges hi havia un automòbil i a 63 n'hi havia dos o més.

### Piràmide de població
La piràmide de població per edats i sexe el 2009 era:
| Homes | Edats   | Dones |
| ----- | ------- | ----- |
| 0     | 95 o +  | 0     |
| 0     | 90 a 94 | 0     |
| 0     | 85 a 89 | 0     |
| 0     | 80 a 84 | 0     |
| 8     | 75 a 79 | 4     |
| 4     | 70 a 74 | 8     |
| 12    | 65 a 69 | 8     |
| 4     | 60 a 64 | 8     |
| 8     | 55 a 59 | 8     |
| 0     | 50 a 54 | 0     |
| 16    | 45 a 49 | 4     |
| 20    | 40 a 44 | 12    |
| 12    | 35 a 39 | 16    |
| 24    | 30 a 34 | 12    |
| 12    | 25 a 29 | 16    |
| 8     | 20 a 24 | 4     |
| 28    | 15 a 19 | 16    |
| 44    | 10 a 14 | 0     |
| 12    | 5 a 9   | 20    |
| 8     | 0 a 4   | 8     |

## Economia
El 2007 la població en edat de treballar era de 218 persones, 168 eren actives i 50 eren inactives. De les 168 persones actives 154 estaven ocupades (85 homes i 69 dones) i 14 estaven aturades (5 homes i 9 dones). De les 50 persones inactives 15 estaven jubilades, 17 estaven estudiant i 18 estaven classificades com a «altres inactius».

### Ingressos
El 2009 a Limpiville hi havia 128 unitats fiscals que integraven 350 persones, la mediana anual d'ingressos fiscals per persona era de 18.402 €.

### Activitats econòmiques
Dels 4 establiments que hi havia el 2007, 1 era d'una empresa de construcció, 1 d'una empresa de comerç i reparació d'automòbils i 2 d'entitats de l'administració pública.
L'únic servei als particulars que hi havia el 2009 era una fusteria.
L'any 2000 a Limpiville hi havia 10 explotacions agrícoles que ocupaven un total de 564 hectàrees.

## Equipaments sanitaris i escolars
El 2009 hi havia una escola elemental integrada dins d'un grup escolar amb les comunes properes formant una escola dispersa.

## Poblacions més properes
El següent diagrama mostra les poblacions més properes.